# Денніс Кірнс
Денніс Кірнс (англ. Dennis Kearns, нар. 27 вересня 1945, Кінгстон) — канадський хокеїст, що грав на позиції захисника. Грав за збірну команду Канади.
Провів понад 600 матчів у Національній хокейній лізі.

## Ігрова кар'єра
Хокейну кар'єру розпочав 1967 року.
Протягом професійної клубної ігрової кар'єри, що тривала 15 років, захищав кольори команд «Ванкувер Канакс» та «Даллас Блек Гокс».
Наприкінці кар'єри грав найчастіше з молодими гравцями, зокрема з Стеном Смилом та іншими.
Загалом провів 688 матчів у НХЛ, включаючи 11 ігор плей-оф Кубка Стенлі.
Виступав за збірну Канади на чемпіонатах світу 1977 та 1978.

## Нагороди
- Бронзовий призер чемпіонату світу 1978.

## Статистика
| Сезон        | Клуб               | Ліга         | Регулярний сезон | Регулярний сезон | Регулярний сезон | Регулярний сезон | Регулярний сезон | Плей-оф | Плей-оф | Плей-оф | Плей-оф | Плей-оф |
| Сезон        | Клуб               | Ліга         | І                | Г                | П                | О                | ШХ               | І       | Г       | П       | О       | ШХ      |
| ------------ | ------------------ | ------------ | ---------------- | ---------------- | ---------------- | ---------------- | ---------------- | ------- | ------- | ------- | ------- | ------- |
| 1967–68      | «Портланд Бакару»  | ЗХЛ          | 68               | 5                | 15               | 20               | 62               | 12      | 2       | 4       | 6       | 2       |
| 1968–69      | «Портланд Бакару»  | ЗХЛ          | 74               | 2                | 42               | 44               | 81               | 11      | 2       | 6       | 8       | 13      |
| 1969–70      | «Портланд Бакару»  | ЗХЛ          | 72               | 11               | 42               | 53               | 67               | 8       | 1       | 6       | 7       | 9       |
| 1970–71      | «Даллас Блек Гокс» | ЦПХЛ         | 65               | 8                | 44               | 52               | 65               | 10      | 2       | 5       | 7       | 14      |
| 1971–72      | «Ванкувер Канакс»  | НХЛ          | 73               | 3                | 26               | 29               | 59               | —       | —       | —       | —       | —       |
| 1972–73      | «Ванкувер Канакс»  | НХЛ          | 72               | 4                | 33               | 37               | 51               | —       | —       | —       | —       | —       |
| 1973–74      | «Ванкувер Канакс»  | НХЛ          | 52               | 4                | 13               | 17               | 30               | —       | —       | —       | —       | —       |
| 1974–75      | «Ванкувер Канакс»  | НХЛ          | 49               | 1                | 11               | 12               | 31               | 4       | 0       | 0       | 0       | 4       |
| 1975–76      | «Ванкувер Канакс»  | НХЛ          | 80               | 5                | 46               | 51               | 48               | 2       | 0       | 1       | 1       | 0       |
| 1976–77      | «Ванкувер Канакс»  | НХЛ          | 80               | 5                | 55               | 60               | 60               | —       | —       | —       | —       | —       |
| 1977–78      | «Ванкувер Канакс»  | НХЛ          | 80               | 4                | 43               | 47               | 27               | —       | —       | —       | —       | —       |
| 1978–79      | «Ванкувер Канакс»  | НХЛ          | 78               | 3                | 31               | 34               | 28               | 3       | 1       | 1       | 2       | 2       |
| 1979–80      | «Ванкувер Канакс»  | НХЛ          | 67               | 1                | 18               | 19               | 24               | 2       | 0       | 0       | 0       | 2       |
| 1980–81      | «Ванкувер Канакс»  | НХЛ          | 46               | 1                | 14               | 15               | 28               | —       | —       | —       | —       | —       |
| Усього в НХЛ | Усього в НХЛ       | Усього в НХЛ | 677              | 31               | 290              | 321              | 386              | 11      | 1       | 2       | 3       | 8       |